# Edler achtfacher Pfad

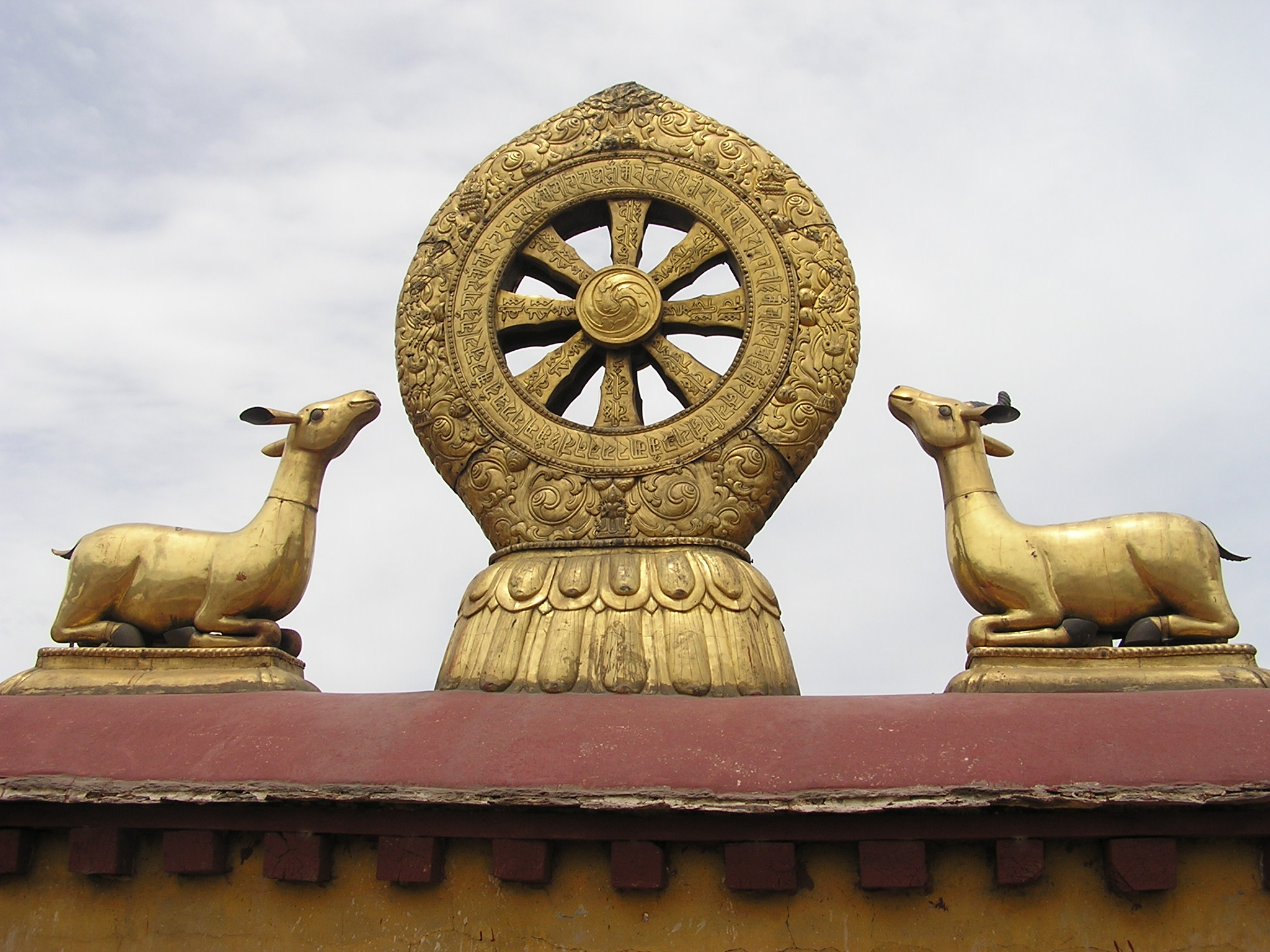
Die acht Speichen des Dharmachakra symbolisieren den achtfachen Pfad (Jokhang-Tempel).

Der edle achtfache Pfad (auch: achtgliedriger Pfad; Sanskrit आर्याष्टाङ्गमार्ग IAST āryāṣṭāṅgamārga, Pali ariya-aṭṭhaṅgika-magga, thailändisch อริยมรรคมีองค์แปด Ariya Mak Mi Ong Bpät) ist ein zentrales Element der buddhistischen Lehre. Er wird von allen buddhistischen Schulen als wesentlicher gemeinsamer Lehrinhalt angesehen, ist die vierte der Vier edlen Wahrheiten des Siddhartha Gautama (Buddha) und gibt eine Anleitung zum Erreichen der Erlösung (Nirwana).
Die wichtigste Überlieferung für den edlen achtfachen Pfad ist die 22. Lehrrede Buddhas im Digha-Nikaya des Pali-Kanon, dem Mahāsatipatthāna-Sutta von den Grundlagen der Achtsamkeit (D 22).

## Kontext und Überblick
Der achtfache Pfad oder Weg setzt sich aus folgenden acht Teilen oder Gliedern zusammen:
|      | Deutsch                                             | Pali           | Sanskrit IAST            | Chinesisch | Thai       | Tibetisch Wylie                                 | Birmanisch |
| ---- | --------------------------------------------------- | -------------- | ------------------------ | ---------- | ---------- | ----------------------------------------------- | ---------- |
| I    | rechte Einsicht/Anschauung → Erkenntnis             | sammā diṭṭhi   | सम्यग्दृष्टि samyagdṛṣṭi      | 正見       | สัมมาทิฏฐิ    | ཡང་དག་པའི་ལྟ་བ་ yang dag pa'i lta ba              | သမ္မာဒိဋ္ဌိ     |
| II   | rechte(s/r) Gesinnung/Absicht → Denken → Entschluss | sammā sankappa | सम्यक्संकल्प samyaksaṃkalpa  | 正思惟     | สัมมาสังกัปปะ | ཡང་དག་པའི་རྟོག་པ་ yang dag pa’i rtog pa            | သမ္မာသင်္ကပ္ပ   |
| III  | rechte Rede                                         | sammā vācā     | सम्यग्वाच् samyagvāc         | 正言       | สัมมาวาจา   | ཡང་དག་པའི་ངག་ yang dag pa’i ngag                 | သမ္မာဝါစာ      |
| IV   | rechte(s) Handeln/Tat                               | sammā kammanta | सम्यक्कर्मान्त samyakkarmānta | 正業       | สัมมากัมมันตะ | ཡང་དག་པའི་ལས་ཀྱི་མཐའ་ yang dag pa’i las kyi mtha’  | သမ္မာကမ္မန္တ   |
| V    | rechter Lebenserwerb/-unterhalt                     | sammā ājīva    | सम्यगाजीव samyagājīva       | 正命       | สัมมาอาชีวะ  | ཡང་དག་པའི་འཚོ་བ་ yang dag pa’i ’tsho ba           | သမ္မာအာဇီဝ     |
| VI   | rechte(s) Streben/Üben/Anstrengung                  | sammā vāyāma   | सम्यग्व्यायाम samyagvyāyāma   | 正精進     | สัมมาวายามะ | ཡང་དག་པའི་རྩོལ་བ་ yang dag pa’i rtsol ba           | သမ္မာဝါယာမ     |
| VII  | rechte Achtsamkeit/Bewusstheit                      | sammā sati     | सम्यक्स्मृति samyaksmṛti      | 正念       | สัมมาสติ     | ཡང་དག་པའི་དྲན་པ་ yang dag pa’i dran pa            | သမ္မာသတိ      |
| VIII | rechte Sammlung/Konzentration → Versenkung          | sammā samādhi  | सम्यक्समाधि samyaksamādhi    | 正定       | สัมมาสมาธิ   | ཡང་དག་པའི་ཏིང་ངེ་འཛིན་ yang dag pa’i ting nge ’dzin | သမ္မာသမာဓိ     |

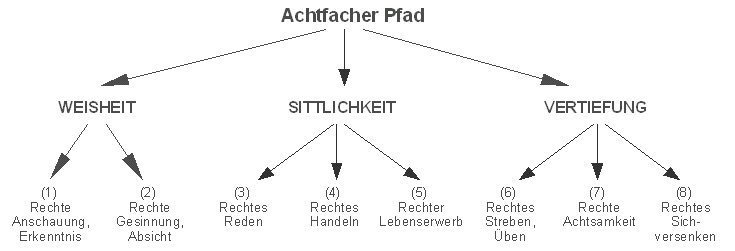
Achtfacher Pfad – Struktur

Diese acht Glieder sind in den drei Gruppen „Weisheit“ (paññā; erster und zweiter Teil), „Sittlichkeit“ (sīla; dritter bis fünfter Teil) und „Vertiefung“ (samādhi; sechster bis achter Teil) enthalten. Allen Gliedern ist das Adjektiv sammā vorangestellt, was so viel heißt wie „recht“ oder „vollkommen“. Buddhas Weg ist ein Weg der Mitte, der alle Extreme meidet. Die ersten beiden Glieder beziehen sich auf das Denken und die Gesinnung (Motivation). Für einen Buddhisten fängt das Tun nicht erst mit der Tat an, die Vorbereitungen für eine Tat finden immer im Denken statt, ob bewusst oder unbewusst. Die Glieder drei bis fünf beziehen sich auf das sittliche Verhalten, und bei den letzten drei Gliedern geht es um das Geistestraining, den Zugang zur spirituellen Dimension.
Der Begriff „Pfad“ ist hier nicht im Sinne eines linearen Fortschreitens von Stufe zu Stufe gemeint: Alle Komponenten sind von gleicher Wichtigkeit und sollten daher von einem Buddhisten jederzeit beachtet und geübt werden. Ferner gibt es – entsprechend der Lehre vom Nicht-Selbst – viele Querverbindungen und gegenseitige Abhängigkeiten unter den einzelnen Pfadgliedern. So gehört die „rechte Rede“ beispielsweise zum Bereich des „rechten Handelns“ und „rechtes Handeln“ ist wiederum nur in Verbindung mit „rechter Achtsamkeit“ möglich. „Rechte Sammlung“ trainiert wiederum auch die „Achtsamkeit“.

## Weisheits-Gruppe
Vollkommene Weisheit (Sanskrit: Prajna; Pali: paññā) ist Ziel des buddhistischen Erkenntnisvorgangs, der von Unwissenheit (Avidya) zum Erwachen (Bodhi) führt. Die beiden Glieder dieser Gruppe verweisen auf förderliches Wissen und eine förderliche Geisteshaltung.

### Rechte Erkenntnis
Rechte Erkenntnis (sammā diṭṭhi) ist die Einsicht in die Vier edlen Wahrheiten vom Leiden, der Leidensentstehung, der Leidenserlöschung und des zur Leidenserlöschung führenden Achtfachen edlen Pfades (D 22). Im weiteren Sinne umfasst rechte Erkenntnis die Einsicht in weitere zentrale buddhistische Lehrinhalte, insbesondere:
- das Gesetz vom Bedingten Entstehen, das die Ursachen des Wiedergeburtskreislaufs (Samsara) und dessen Überwindung (Nirvana) aus buddhistischer Sicht erklärt (MN 9),
- die Drei Daseinsmerkmale Unbeständigkeit, Leidhaftigkeit und Nicht-Selbst, denen alle physischen und psychischen Phänomene unterworfen sind (MN 35),
- das Karma-Prinzip, das zwischen heilsamen (kusala) und unheilsamen (akusala) Willenshandlungen unterscheidet (MN 117).

### Rechte Gesinnung
Rechte Gesinnung ist der Entschluss zur Entsagung, zum Nichtschädigen, zur Enthaltung von Groll (D 22). Rechtes Denken ist ohne Habgier, hasslos in der Gesinnung und großzügig (A 10,176).
Im weiteren Sinne versteht etwa der Zen-Mönch Thich Nhat Hanh Rechtes Denken als Aufforderung, die Gedankenwelt ständig zu prüfen: Handelt es sich um einen heilsamen Gedanken, also einen Gedanken, der mir und den anderen Wohl beschert, oder um einen unheilsamen Gedanken, der mir und anderen Ungemach oder Leiden beschert?

## Sittlichkeits-Gruppe
Die Sittlichkeits-Gruppe enthält Tugendregeln (sīla). Sie benennen Verhaltensweisen, die nach dem Karma-Prinzip heilsam (kusala) sind. Untugendhaftes Verhalten ist unheilsam (akusala) und verursacht Leiden (Dukkha). Im weiteren Sinne versteht man unter dieser Gruppe den Verzicht auf böse Taten.

### Rechte Rede
Rechte Rede meidet Lüge, Verleugnung, Beleidigung und Geschwätz (D 22, A 10,176). Wie die Gedanken ist die Rede heilsam oder unheilsam, nützlich oder unnützlich, wahr oder falsch. Ein Wort des guten Wandels ist, „wenn es zur rechten Zeit gesprochen wird, wenn es wahr, höflich, zweckmäßig ist und aus liebevoller Gesinnung kommt.“

### Rechtes Handeln
Rechtes Handeln vermeidet das Töten, Stehlen und sinnliche Ausschweifungen (D 22; A 10,176). Im weiteren Sinne bedeutet es ein Leben gemäß den Fünf Silas, den Tugendregeln des Buddhismus.

### Rechter Lebenswandel
Rechter (Lebens)wandel bedeutet, auf unrechten Lebenswandel zu verzichten (D 22). Namentlich werden fünf Arten von Tätigkeiten genannt, die ein buddhistischer Laienanhänger nicht ausüben sollte und zu denen er Andere nicht veranlassen sollte (A 5,177): Handel mit Waffen, Handel mit Lebewesen, Tierzucht und Handel mit Fleisch, Handel mit Rauschmitteln, Handel mit Giften.
Im weiteren Sinn bedeutet rechter Lebenserwerb, einen Beruf auszuüben, der anderen Lebewesen nicht schadet und der mit dem Edlen achtfachen Pfad vereinbar ist. Zudem wird darunter verstanden, dass, egal was jemand tut, er immer mit dem Gedanken im Hinterkopf einer Arbeit nachgeht, das Geld bzw. den erworbenen Reichtum nicht nur für sich selbst zu behalten, sondern mit anderen zu teilen.

## Vertiefungs-Gruppe
Ein gesammelter Geist (samādhi) ist Ziel der Glieder des Edlen achtfachen Pfades. Sie beschreiben den Übungsweg zur Geistesschulung, insbesondere die Meditation. Außerdem versteht man unter dieser Gruppe im weiteren Sinn das Vollführen guter Taten.

### Rechtes Streben
Rechtes Streben oder rechte Einstellung bezeichnet den Willen, Affekte wie Begierde, Hass, Zorn, Ablehnung usw. bei Wahrnehmungen und Widerfahrnissen zu kontrollieren und zu zügeln. Wie beim „rechten Denken“ geht es hier um das Prüfen seiner Gedanken, und das Austauschen unheilsamer Gedanken durch heilsame Gedanken: „[…] wenn böse, unwürdige Erwägungen aufsteigen, Bilder der Gier, des Hasses und der Verblendung, aus dieser Vorstellung eine andere gewinnen, ein würdiges Bild […]“

### Rechte Achtsamkeit/Rechtes Überdenken
Rechte Achtsamkeit betrifft zunächst den Körper: Bewusstwerdung aller körperlichen Funktionen, dem Atmen, Gehen, Stehen usw.; Bewusstwerdung gegenüber allen Sinnesreizen, Affekten und Denkinhalten. Sie sollen umfassend bewusst gemacht sein, ohne sie kontrollieren zu wollen.
Die Achtsamkeit auf das „Innere“ prüft die Geistesregungen und benennt sie. Es geht um ein Bewusstwerden des ständigen Flusses der Gefühle und der Bewusstheitszustände.
Die Achtsamkeit auf „das Äußere“ bewirkt, ganz im Hier-und-Jetzt zu sein, nicht der Vergangenheit nachzugrübeln und nicht in der Zukunft zu schwelgen. Das heißt auch: ganz bei einer Sache oder Person zu sein, mit der im Augenblick eine Kommunikation stattfindet, oder bei einem Gespräch, das geführt wird.

### Rechtes Sich-versenken
Rechte Sammlung (sammā samādhi) bezeichnet die Fertigkeit, den unruhigen und abschweifenden Geist zu kontrollieren. Häufig auch als einspitziger Geist oder als höchste Konzentration bezeichnet, ist sie ein zentraler Teil der buddhistischen Spiritualität. Um zur rechten Sammlung zu kommen, haben die buddhistischen Schulen viele Methoden und Techniken entwickelt. Es geht hier im Wesentlichen um eine buddhistische Meditation, die vor allem die Konzentration auf ein einziges Phänomen (häufig den Atem) verwendet, wodurch der Geist von Gedanken befreit wird und zur Ruhe kommt.

## Übersetzung des Begriffes sammā
Die Verwendung des Begriffes „recht“ zur Kennzeichnung der einzelnen Pfadglieder stellt eine Übersetzung des Pali-Wortes samma dar. Die meisten Übersetzer – wie Karl Eugen Neumann, Nyanaponika, Kurt Schmidt, Wilhelm Geiger, Klaus Mylius, Ajahn Buddhadosa – sind sich bei der Übertragung von sammā durch „recht“ einig. Im Lexikon der östlichen Weisheitlehren heißt es:

„Lama Govinda gibt sammā mit ‚vollkommen‘ wieder, um der ursprünglichen Bedeutung des Wortes im Sinne einer ‚Ganzheit‘ oder ‚Vollständigkeit‘ gerecht zu werden. Der Begriff sammā weist nicht auf den Gegensatz ‚recht-falsch‘ hin, wie im Deutschen bei einer Übersetzung durch ‚recht‘ irrtümlich angenommen werden könnte.“

Dies leuchtet unmittelbar ein, wenn sammā in der Verehrungsformel sammā sambuddhasā mit „der vollständig oder völlig Erleuchtete“ übersetzt wird.  Es findet sich von daher auch die Übersetzung „Vollkommener Entschluss“.